# Jacques Petitdidier
Marie Jacques Petitdidier, född 6 februari 1900 i Margaux i Gironde, död 12 november 1983 i Paris, var en fransk bobåkare. Han deltog vid olympiska vinterspelen 1928 i Sankt Moritz och placerade sig på 14:e plats. Han var bror till bobåkaren Roger Petitdidier.